# Gare de Beauvais
Gare de Beauvais vasútállomás Franciaországban, Beauvais településen. Az állomástól 4 km-re található a Párizs-Beauvais-Tilléi repülőtér.

## Vasútvonalak
Az állomást az alábbi vasútvonalak érintik:
- Épinay-Villetaneuse–Le Tréport-Mers-vasútvonal
- Creil-Beauvais-vasútvonal

## Kapcsolódó állomások
A vasútállomáshoz az alábbi állomások vannak a legközelebb:
- Gare de Saint-Sulpice - Auteuil
- Gare d’Herchies
- Gare de Rochy-Condé